# Droga N61 (Holandia)
Droga N61 (nl. Rijksweg 61) – znajduje się w południowo-zachodniej Holandii. Zaczyna się w Terneuzen na skrzyżowaniu z drogami N62 oraz N290, a swój bieg kończy na rondzie z drogami N253 i N676 w Schoondijke.